# Cetonana tridentata
Cetonana tridentata är en spindelart som först beskrevs av Roger de Lessert 1923.  Cetonana tridentata ingår i släktet Cetonana och familjen flinkspindlar. Inga underarter finns listade i Catalogue of Life.